# Ultimate Comics: Ultimates
Ultimate Comics: Ultimates — постоянная ежемесячная серия комиксов, выпускаемая компанией Marvel Comics. Дебютировал в августе 2011 года в рамках перезапуска вселенной Ultimate Marvel. Последний, 30 выпуск, вышел в свет в сентябре 2013 года. События серии продолжились в мини-сериях Cataclysm: Ultimates (3 выпуска, ноябрь 2013 — январь 2014) и Cataclysm: The Ultimates' Last Stand (5 выпусков, ноябрь 2013 — февраль 2014).

## Сюжет

### Республика в огне
Мир на пороге Судного Дня, и Ник Фьюри снова собирает Алтимейтс, чтобы восстановить баланс. В Европе накаляется напряжение между суперсолдатами из команды Экскалибур и богами Валгаллы. На другом конце света Железный человек должен остановить войну между Уругваем и Аргентиной. Капитан Америка покинул команду после смерти Человека-Паука.
Чуть не погибнув в результате взрыва ядерной бомбы в Уругвае, Железный человек присоединяется к Тору в Европе, чтобы помочь остановить Детей Будущего — высокоразвитую расу, желающую изменить мир на свой лад. Дети в кратчайшие сроки создали себе дом и передовую цивилизацию, известную как Город, по соседству с Европейскими странами. Они угрожают как людям, так и богам. Тор собрал всю мощь Асгарда, чтобы противостоять им. Но Дети Будущего оказались слишком сильны. Они уничтожили Асгард, убили богов и лишили Тора всех его сил. Ник Фьюри вместе с Алтимейтс ничего не могут поделать с растущей угрозой. Железный человек дарит Тору усовершенствованную версию его старой брони, после чего Алтимейтс вновь нападают на Детей Будущего, но снова терпят поражение.
Ситуация хуже некуда: инфраструктура Щ.И.Т. подавлена, миллионы людей погибли. Но Тор берет ситуацию в свои руки и перемещается в Город, чтобы отомстить и принять неизбежную смерть. В Городе он спасает Капитана Британия, но сам попадает в ловушку. Создатель Города, Творец, отпускает его, чтобы передать послание Нику Фьюри — Город станет независимым и никого не тронет, если Щ.И.Т. прекратит боевые действия против них. Затем Творец раскрывает своё истинное лицо — Рид Ричардс…

## Персонажи
- Капитан Америка — покинул команду после смерти Человека-Паука.
- Ник Фьюри — директор Щ.И.Т. и лидер Алтимейтс.
- Тор — бог Грома, последний выживший уроженец Асгарда.
- Железный человек — Миллиардер и промышленник Тони Старк, который становится супергероем по имени Железный Человек.
- Соколиный глаз — отличный стрелок из лука, использует лишь небольшой арсенал: лук и различные стрелы, иногда пистолеты.
- Чёрная Вдова II — Вторая Чёрная Вдова после Натальи Романовой, Моника Чанг — бывшая жена Ника Фьюри и последний известный лидер Мстителей.
- Женщина-паук  — женский клон Питера Паркера, который недавно погиб.
- Капитан Британия — Джейми Брэддок стал новым Капитан Британия, заменив сильно заболевшего брата Брайана.
- Сокол  — исследователь, путешественник, учёный, который использует рюкзак с использованием высоких технологий, складывая крылья, чтобы летать.
- Человек-паук II — супергерой, который использует прозвище оригинального Человека-паука.
- Антоний — новая необычная опухоль в головном мозге Тони Старка, принимающая в сознании Старка вид мальчика.
- Канг — Сью Шторм из другой реальности.
- Творец — Бывший член Фантастической четверки и создатель «Людей Будущего».
- Ртуть — Бывший член Братство Мутантов, Алтимейтс, и сын Магнето, после стычки с сводным братом Джимми Хадсоном, оказался в госпитале где он встречает Канг, которая взяла его в свою организацию Темные Алтимейтс.
- Марвин Флумм — агент Щ.И.Т., после отстранения Ника Фьюри от должности директора Щ.И.Т., занял его место.